# Montecarlo, Lucca
Montecarlo är en ort och kommun i provinsen Lucca i regionen Toscana i Italien. Kommunen hade 4 370 invånare (2018).